# Olayinka Olajide
Olayinka Olajide (28 ottobre 2002) è una velocista nigeriana.

## Biografia
La sua prima presenza in nazionale risale al 2024, quando partecipa ai Giochi panafricani di Accra dove conquista la medaglia di bronzo nei 100 metri piani, quella d'argento nei 200 metri piani e quella d'oro nella staffetta 4×100 metri con Justina Tiana Eyakpobeyan, Moforehan Abinusawa e Tobi Amusan. Lo stesso anno è anche medaglia d'oro con il nuovo record dei campionati nella staffetta 4×100 metri ai campionati africani di atletica leggera di Douala, dove si classifica anche settima nei 100 metri piani.

## Progressione

### 60 metri piani
| Stagione | Tempo           | Luogo   | Data      | Rank. Mond. |
| -------- | --------------- | ------- | --------- | ----------- |
| 2025     | 7"38(i)         | Lubbock | 28-2-2025 |             |
| 2024     | 7"50 (-2,5 m/s) | Lagos   | 27-1-2024 |             |

### 100 metri piani
| Stagione | Tempo            | Luogo   | Data      | Rank. Mond. |
| -------- | ---------------- | ------- | --------- | ----------- |
| 2025     | 11"15 (-1,0 m/s) | Lubbock | 1-5-2025  |             |
| 2024     | 11"19 (+0,2 m/s) | Asaba   | 18-2-2024 |             |
| 2021     | 11"66 (+1,7 m/s) | Lagos   | 30-3-2021 |             |

### 200 metri piani
| Stagione | Tempo            | Luogo           | Data      | Rank. Mond. |
| -------- | ---------------- | --------------- | --------- | ----------- |
| 2025     | 23"25 (-0,2 m/s) | College Station | 29-5-2025 |             |
| 2024     | 23"16 (-0,8 m/s) | Accra           | 5-6-2024  |             |
| 2021     | 24"01 (0,0 m/s)  | Akure           | 30-1-2021 |             |

### 200 metri piani pista corta
| Stagione | Tempo    | Luogo   | Data      | Rank. Mond. |
| -------- | -------- | ------- | --------- | ----------- |
| 2025     | 23"70(i) | Lubbock | 28-2-2025 |             |

## Palmarès
| Anno | Manifestazione         | Sede   | Evento            | Risultato               | Prestazione      | Note                  |
| ---- | ---------------------- | ------ | ----------------- | ----------------------- | ---------------- | --------------------- |
| 2024 | Giochi panafricani     | Accra  | 100 m piani       | Bronzo                  | 11"55 (-1,3 m/s) |                       |
| 2024 | Giochi panafricani     | Accra  | 200 m piani       | Argento                 | 23"18 (-2,6 m/s) |                       |
| 2024 | Giochi panafricani     | Accra  | Staffetta 4×100 m | Oro                     | 43"05            |                       |
| 2024 | World Athletics Relays | Nassau | Staffetta 4×100 m | Batteria di ripescaggio | 43"15            |                       |
| 2024 | Campionati africani    | Douala | 100 m piani       | 7ª                      | 11"55 (0,0 m/s)  |                       |
| 2024 | Campionati africani    | Douala | Staffetta 4×100 m | Oro                     | 43"01            | Record dei campionati |

## Campionati nazionali
2024
- Argento ai campionati nigeriani assoluti, 100 m piani - 11"37 (vento: +0,1 m/s)
- Argento ai campionati nigeriani assoluti, 200 m piani - 23"17 (vento: +0,3 m/s)